# گی دولیل
گی دولیل (فرانسوی: Guy Delisle‎؛ زادهٔ ۱۹ ژانویهٔ ۱۹۶۶) یک کارگردان فیلم، کارتونیست و اَنیماتور مشهور اهل کانادا است که هم‌اکنون ساکن شهر مون‌پلیه در فرانسه است.
سفرنامه‌های تحسین‌شدهٔ دولیل (پیونگ‌یانگ، سرزمین مقدس، یانگون و شنژن) از برجسته‌ترین آثار ژانر داستان تصویری‌اند.

## زندگی‌نامه
دولیل در دانشکدهٔ شریدان در اوک‌ویل رشتهٔ انیمیشن را تمام کردو. پس از آن به کار در استودیوی انیمیشن سینه‌گروپ در مونترئال پرداخت. او بعدها در استودیوهای مختلفی در کانادا، فرانسه، آلمان، چین و کرهٔ شمالی به کار پرداخت. 
تجربیات او به عنوان سوپروایزر در استودیوهای آسیا در دو داستان تصویری او به نام‌های شنزن و پیونگ‌یانگ: سفری به کرهٔ شمالی انعکاس یافته است. این دو کتاب که مشهورترین کتاب‌های دولیل هستند، ابتدا توسط انتشارات کمیک (باند دسینه) اسوسیاسیون منتشر شدند و بعد به بسیاری زبان‌ها از جمله انگلیسی، آلمانی، پرتغالی، اسپانیایی و چک ترجمه شدند. 
دولیل با یکی از اعضای پزشکان بدون مرز ازدواج کرد و به همران آن زن سفری به میانمار (در برمه) در سال ۲۰۰۵ رفت که این سفر در کتاب وقایع برمه منعکس شده است.  